# Амфитеатров, Даниил Александрович
Дании́л Алекса́ндрович Амфитеа́тров (англ. Daniele Amfitheatrof; 29 октября 1901, Санкт-Петербург — 4 июня 1983, Рим) — итало-американский композитор и дирижёр российского происхождения. Сын Александра Амфитеатрова, брат Максима Амфитеатрова.

## Биография
Мать Амфитеатрова была ученицей Римского-Корсакова и начала заниматься музыкой со своим сыном, когда ему было шесть лет. К этому времени семья Амфитеатровых уже жила в Италии, эмигрировав из России в 1904 году после того, как Амфитеатров-старший был освобождён из сибирской ссылки. В 1914 году Амфитеатров поступил в класс Отторино Респиги в Королевской консерватории Санта-Чечилия. В 1916 году Амфитеатровы вернулись в Россию, и Даниил учился в Петроградской консерватории у Николая Щербачёва и Язепса Витолса. После Октябрьской революции, в 1921 году, ему удалось выехать для продолжения учёбы в Чехию, а в 1922 году он вернулся в Рим к Респиги и получил диплом об окончании консерватории Санта-Чечилия в 1924 году. Сразу после этого он занял место пианиста, органиста и помощника хормейстера в оркестре Санта-Чечилия. В том же году оркестр под руководством Бернардино Молинари исполнил раннее произведение Амфитеатрова «Поэма моря».
В 1920—1930-х годах Амфитеатров занимал посты художественного руководителя отделений итальянского радио в Генуе, Триесте и Турине, много дирижировал концертами и оперными постановками. В 1934 году он дебютировал как кинокомпозитор (фильм Макса Офюльса «La Signora di tutti»). Произведением Амфитеатрова «Американская панорама» дирижировал в 1937 году в Турине Димитрис Митропулос, пригласивший композитора в США, и в октябре того же года Амфитеатров с женой и двумя детьми покинул Европу. В 1937—1938 годах он работал вторым дирижёром в Миннеаполисском симфоническом и Бостонском симфоническом оркестрах. Затем он переехал в Голливуд и в 1939 году заключил эксклюзивный пятилетний контракт как кинокомпозитор со студией Metro-Goldwyn-Mayer. На протяжении последующего 20-летия Амфитеатров написал музыку к более чем 50 фильмам ведущих голливудских студий, дважды был номинирован на премию «Оскар» (в том числе за музыку к фильму Уолта Диснея «Песня Юга»).
После 1959 года Амфитеатров жил, главным образом, в Италии.

## Фильмография
- 1940 — Товарищ Икс / Comrade X (в титрах не указан)
- 1944 — Человек из Дакоты / The Man from Dakota
- 1944 — Дни славы / Days of Glory
- 1946 — Искушение / Temptation
- 1947 — Сингапур / Singapore
- 1947 — С незапамятных времён / Time Out of Mind
- 1947 — Потерянное мгновение / The Lost Moment
- 1948 — Письмо незнакомки / Letter from an Unknown Woman
- 1954 — Человеческое желание / Human Desire
- 1956 — Гора / The Mountain
- 1956 — Последняя охота[уточнить] / The Last Hunt
- 1958 — Такая женщина / That Kind of Woman
- 1965 — Майор Данди / Major Dundee